# 埃弗森·阿倫·迪烈馬
埃弗森·阿倫·迪烈馬（葡萄牙語：Éverson Alan de Lima，簡稱阿倫烈馬；1986年7月1日—），生於巴西索羅卡巴，巴西職業足球運動員，司職中堅。

## 球會生涯
阿倫烈馬生於巴西索羅卡巴，球員生涯效力過逾十支球隊、足跡遍南美、歐洲、亞洲，於2016年8月加盟香港超級聯賽升班馬球隊和富大埔，於2017年5月3日對香港飛馬的菁英盃決賽於加時上半場尾段門前混亂中轉身窩利抽射，取得個人本地賽首個入球，助和富大埔以2–1反勝去屆冠軍奪得菁英盃冠軍。

## 榮譽
和富大埔
- 香港菁英盃冠軍（2016–17季度）

## 外部連結
- 香港足球總會網頁球員註冊資料 （页面存档备份，存于）